# 향토방위
향토방위 (鄕土防衛, homeland defence, HD)는 향토를 적의 공격으로부터 막고 지키는 일을 말한다. 외부 위협과 공격으로부터 영토, 주권, 국내 인구 및 중요 인프라를 보호하는 것이다. 국토방위, 지역방위라고도 한다.

## 위협 전략
향토방위의 전략적 위협 환경은 다음 조건을 기반으로 한다.
- 지리적 거리로 인해 제공되는 보호 수준 감소
- 전통적인 위협이 남아있음
- 대량살상무기 공격 위험이 커짐
- 계산 착오 및 놀라움의 가능성 증가
- 테러 공격 가능성 증가
- 약하고 실패한 국가와 비국가 행위자의 도전 증가
- 분쟁 원인의 다양성 증가 및 분쟁 위치 예측 불가능성 증가
- 해외에서 미국의 중요한 이익에 대한 위협
- 초국적 증가

위의 변화에 대한 대응은 외교, 경제, 군사 및 정보 수단의 적용을 통해 미국의 국제 환경에 영향을 미칠 수 있다. 따라서 미국의 대응을 위해서는 향토방위에 대한 적극적이고 포괄적인 접근이 필요하다.